# Matéria escura morna
Matéria escura morna (MEM) é uma forma hipotética de matéria escura que possui propriedades intermediárias entre a matéria escura quente e a matéria escura fria. Os candidatos a MEM mais comuns são neutrinos e gravitinos estéreis. Os WIMPs (partículas maciças que interagem fracamente), quando produzidos não termicamente, podem ser candidatos à matéria escura quente. Em geral, no entanto, os WIMPs produzidos termicamente são candidatos à matéria escura fria.